# Jalonké (langue)
Pour les articles homonymes, voir Jalonké.
Le jalonké (ou dialonke, yalunka) est une langue parlée en Afrique de l'Ouest, notamment en Guinée, en Sierra Leone, au Sénégal et au Mali.
Elle fait partie des langues mandées, elles-mêmes rattachées aux langues nigéro-congolaises.

## Autres noms
Djallonke, Dyalonke, Dialonke, Jalonke, Yalunke, Yalunka

## Statut
Comme 16 autres langues (et d'autres à venir), elle a obtenu le statut de langue nationale au Sénégal.

## Population
Tous pays confondus, le jalonké était parlé par 105 764 personnes en 2002.
Au Sénégal, lors du dernier recensement (2002), le nombre de locuteurs s'élevait à 11 764 .